# Ilybius vandykei
Ilybius vandykei är en skalbaggsart som först beskrevs av John Henry Leech 1942.  Ilybius vandykei ingår i släktet Ilybius och familjen dykare. Inga underarter finns listade i Catalogue of Life.